# Route 310 (Nouveau-Brunswick)
Pour les articles homonymes, voir Route 310.
La route 310 est une route locale du Nouveau-Brunswick située dans l'est de la province, sur l'île Lamèque. Elle mesure 7 kilomètres entre la route 113 et la route 305. Elle mesure 7 kilomètres et est pavée sur toute sa longueur.

## Tracé
La 310 débute 4 kilomètres au nord-est de Lamèque, sur la route 113, la principale route de l'archipel des îles de Miscou. Elle se dirige vers l'est pendant 7 kilomètres, en traversant notamment Coteau Road, puis elle se termine sur la route 305, à Pigeon Hill, non loin de la côte du golfe du Saint-Laurent. 

## Intersections principales
| Route 310  |             |    |                                       |                 |
| Comté      | Location    | km | Intersection/Destinations             | Notes           |
| Gloucester | Lamèque     | 0  | R-113, Lamèque, Shippagan, île Miscou | Début de la 310 |
| Gloucester | Lamèque     | 1  | Chemin Haut-Lamèque sud, Haut-Lamèque |                 |
| Gloucester | Pigeon Hill | 7  | R-305, Saint-Raphaël, Sainte-Marie    | Fin de la 310   |